# Anton Praetorius
Anton Praetorius (Lippstadt, Rin del Nord-Westfàlia, 1560 - Lautenbach, 6 de desembre de 1613) va ser un pastor i teòleg calvinista alemany combatent dels processos contra les bruixes i la tortura. Fill de Matthes Schulze, amb vint anys va llatinitzar el seu patroními en Praetorius, també utilitza el pseudònim Johann Scultetus.

Lippstadt

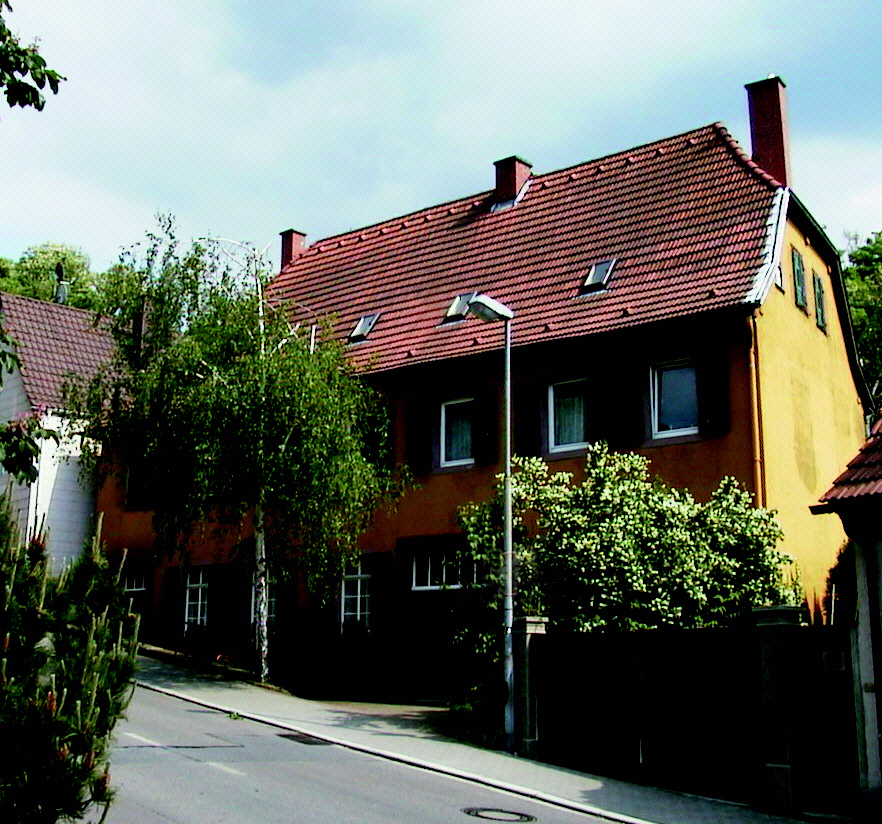
Casa del pastor a Laudenbach

Aquest valent predicador protestant no és gaire conegut en països de tradició catòlica. En una època en la qual la terrible persecució de bruixes va assolir el seu clímax, Anton Praetorius es va posicionar públicament contra la tortura, l'empresonament sota condicions inhumanes i els processos de bruixes, una pràctica que va criticar amb duresa.
El 1597 va fer interrompre reeixir alliberar de la tortura la darrera de quatre dones acusades de bruixeria. Com a conseqüència Wolfgang Ernst, comte de Büdingen i Birstein el va fer saltar del càrrec de predicador de la cort. A la nova destinació, a la parròquia de Laudenbach, va escriure un llibre en contra dels judicis de bruixes, titulat Gründlicher Bericht über Zauberey und Zauberer (Informe exhaustiu sobre bruixeria, mags i bruixes). Va publicar el llibre primer el 1598 signant amb el pseudònim Johann Scultetus. El 1602 el va publicar signant amb el seu nom real.

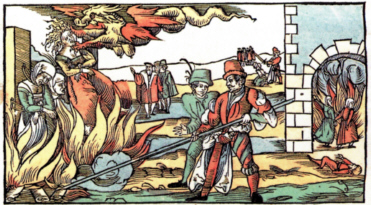
processos de les bruixes

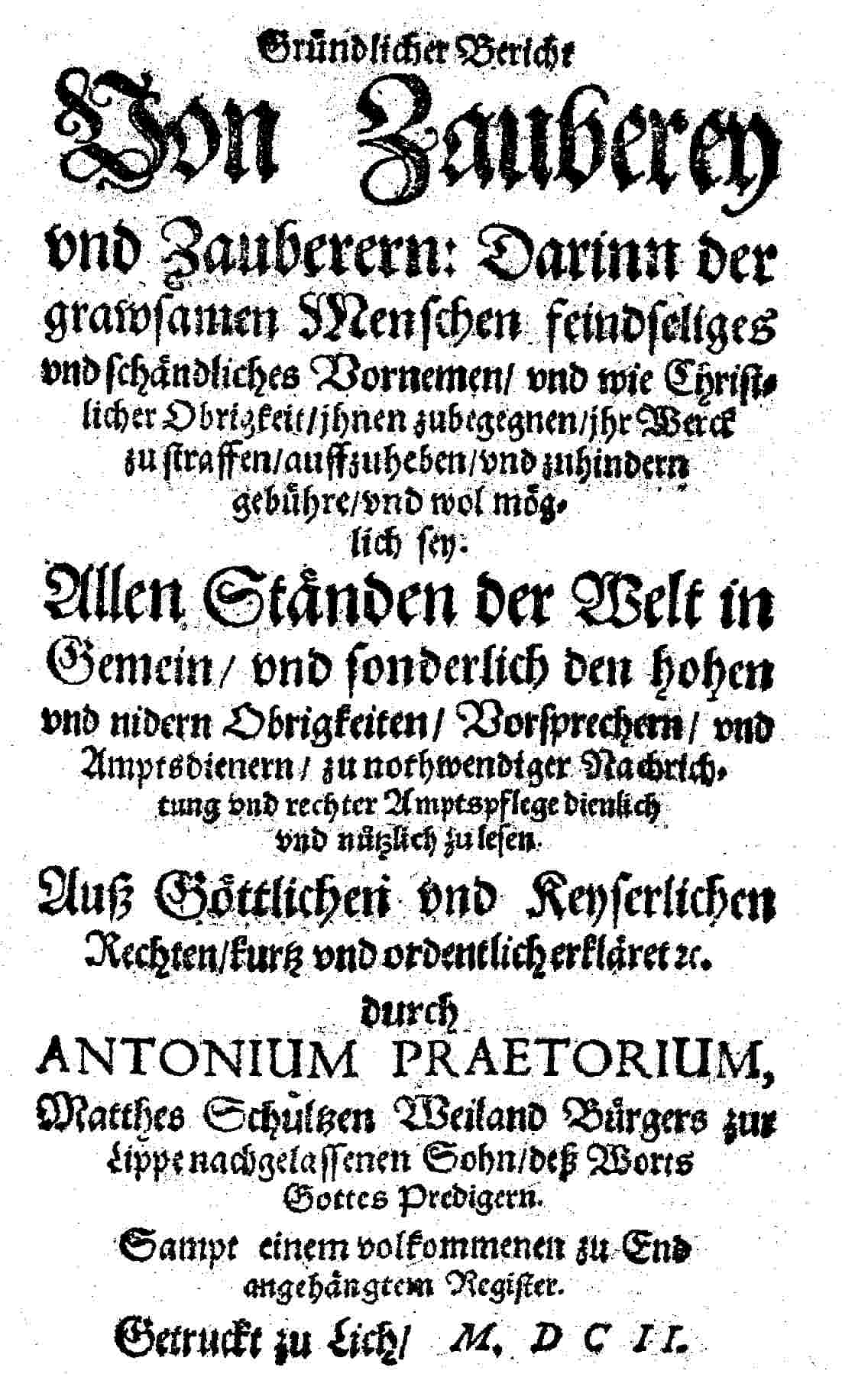
Frontis de Bericht von Zauberey und Zauberern 1602

## Obres (alemany i llatí)
- Von Zauberey und Zauberern Gründlicher Bericht[2]
- De sacrosanctis novi foederis Iesus Christi Sacramentis. 1602
- De pii magistratus officio, iure ac potestate in religione et ecclesiis ad verbi Dei normam reformandis. 1596[3]